# Юпи, Леа
Леа Юпи (род. 8 сентября 1979, Тирана) — албанская учёная и писательница. Она профессор политической теории в Лондонской школе экономики. В 2022 году она была названа одним из десяти лучших мыслителей мира по версии британского журнала Prospect и одним из самых важных деятелей культуры по версии Frankfurter Allgemeine Zeitung. Журнал El Pais назвал её одним из шести самых важных мыслителей 2023 года. Её работы были переведены на 30 языков и получили множество наград, в том числе премию Британской академии «Брайан Барри» за выдающиеся достижения в области политологии и премию Леверхалма за выдающиеся исследовательские достижения. Она была избрана членом Европейской академии в 2020 году и входит в жюри Дойчеровской мемориальной премии.

## Предыстория и ранняя жизнь
Юпи родилась в Тиране и была старшим ребёнком Джаферра Юпи и Вьоллки Вели, которые после конца коммунистического правления и до гражданских беспорядков в Албании в 1997 году участвовали в албанской демократической политике. Она росла как в коммунистической, так и в посткоммунистической Албании, и опыт этого перехода стал основной темой её книги Free: Coming of Age at the End of History (2021). Хотя её семья при коммунистическом правлении была принуждена к атеизму, её семья исторически была мусульманской (согласно Юпи, сама она агностик).
Один из её прадедов по отцовской линии, Джафер Юпи, был премьер-министром Албании в 1920-х годах, а также очень недолго возглавлял албанское правительство в начале итальянской оккупации. Его сын, дедушка Юпи, был на 15 лет заключён в тюрьму коммунистическим правительством Албании.

## Образование
Юпи получила степень Laurea по философии в Римском университете Сапиенца в 2002 году и Laurea по литературе там же в 2004 году. Она получила степень магистра исследований в Европейском университетском институте в 2005 году и докторскую степень в Европейском университетском институте в 2008 году. До прихода в Лондонскую школу экономики она работала научным сотрудником в Наффилдском колледже в Оксфорде.

## Работы
Научные интересы Юпи лежат в области нормативной политической теории (включая демократическую теорию, теории справедливости и вопросы миграции и территориальных прав), политической мысли Просвещения (особенно Канта), марксизма (и мыслителей этого направления) и критической теории, а также интеллектуальной истории Балкан, особенно её родной Албании.
Её книга Free: Coming of Age at the End of History вошла в шорт-лист премии Бэйли Гиффорд в области документальной литературы и премии Коста в области биографии. Она получила премию Ондатже, премию Slightly Foxed First Biography Prize, стала Мемуаром года по версии The Sunday Times и книгой года по версии The Guardian, The New Yorker, The Financial Times, TLS, The Spectator, New Statesman, Washington Post, Foreign Relations и Daily Mail. В 2022 году BBC Radio 4 озвучило книгу в серии «Книга недели».

## Избранная библиография
- The Meaning of Partisanship (with Jonathan White), Oxford University Press, 2016[26].
- Global Justice and Avant-Garde Political Agency, Oxford University Press, 2012[27].
- Kant and Colonialism: Historical and Critical Perspectives (co-edited with Katrin Flikschuh), Oxford University Press, 2014[28].
- Migration in Political Theory: The Ethics of Movement and Membership (co-edited with Sarah Fine), Oxford University Press, 2016[29].
- Free: Coming of Age at the End of History, Penguin, 2021[30].
- The Architectonic of Reason: Purposiveness and Systematic Unity in Kant’s Critique of Pure Reason, Oxford University Press, 2021.